# Cape York (meteorito)
O fragmento "Ahnighito", que pesa 34 toneladas, no Museu Americano de História Natural
O meteorito de Cape York leva o nome de Cabo York, para perto da localização da sua descoberta em Savissivik, Gronelândia, e seu fragmento Ahnighito é o maior meteorito metálico exposto em museu no mundo.

## História

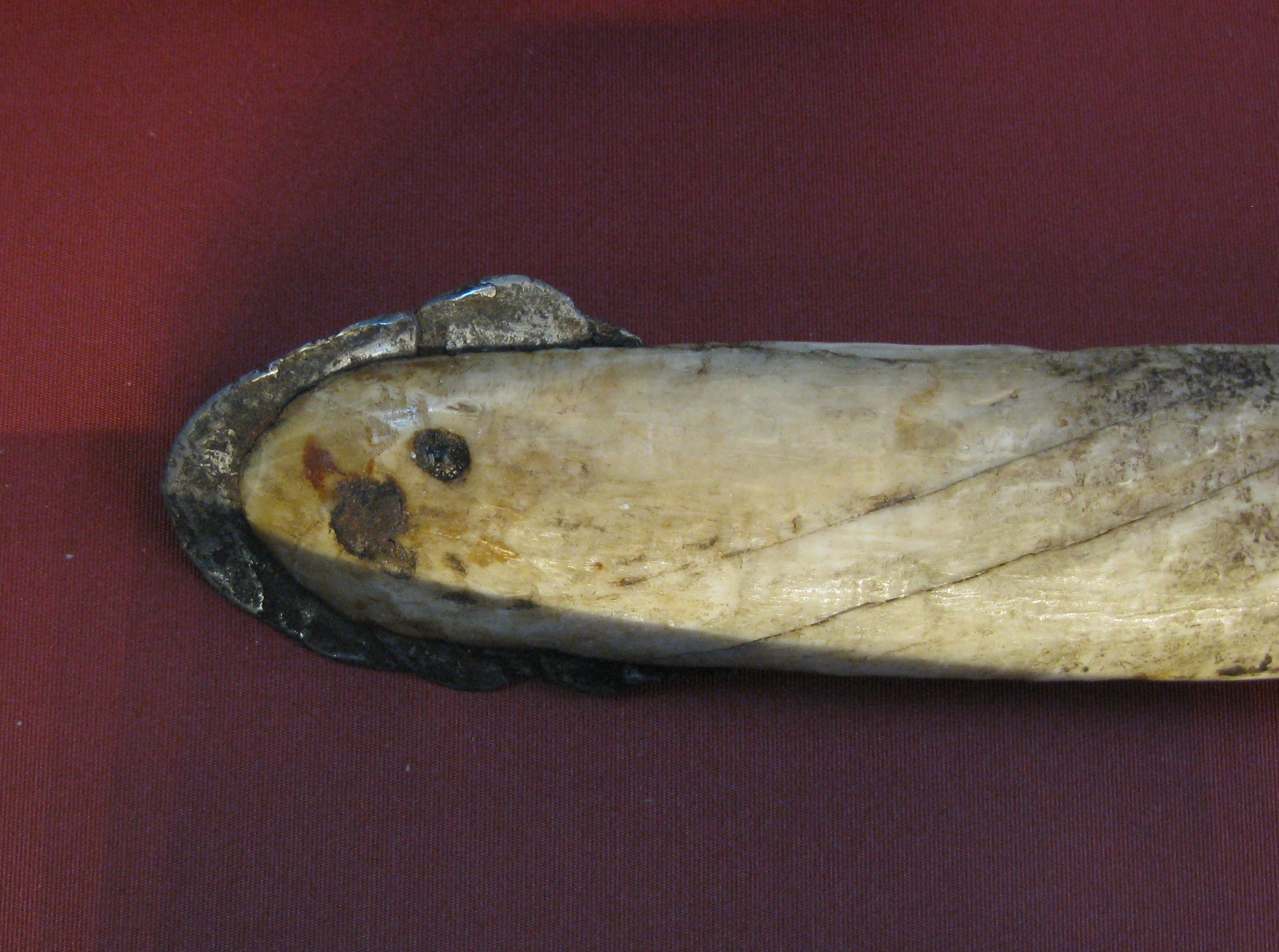
Uma lança feita de um corno de narval com uma cabeça de ferro feita do meteorito de Cape York

O meteorito chocou com a Terra faz quase 10 000 anos. As massas de ferro eram conhecidas pelos Inuit como Ahnighito (a Loja), com um peso de 31 toneladas métricas (31 toneladas longas; 34 toneladas curtas); a mulher, que pesa 3 toneladas métricas (3 toneladas longas, 3,3 toneladas curtas); e o cão, que pesa 400 kilogramos. Durante séculos, os inuit que viviam para perto de os meteoritos os usaram como fonte de metal para ferramentas e arpões. Os inuit trabalhariam o metal com forjado em frio, isto é, estampando e martelando.

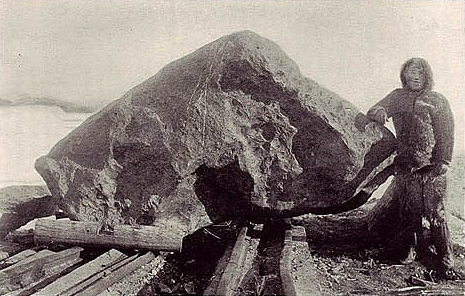
Peary com o fragmento Ahnighito

As primeiras histórias da sua existência chegaram aos círculos científicos em 1818. Cinco expedições entre 1818 e 1883 não puderam encontrar a fonte do ferro. Foi localizado em 1894 por Robert Peary. Peary solicitou a ajuda de uma guia local esquimal, que o trouxe à ilha Saviksoah, justo ao norte de Cabo York, em 1894. Peary demorou três anos em organizar e levar a cabo a carga dos pesados meteoritos de ferro nos barcos. Requeria a construção de um caminho-de-ferro pequeno e curto. Peary vendeu as peças por $40 000 ao Museu Americano de História Natural na cidade de Nova York, onde ainda estão em exibição.
Hoje a peça de 3,4 m × 2,1 m × 1,7 m chamada Ahnighito está aberta em exibição no Museu Americano de História Natural. É o segundo meteorito mais pesado que tem sido realocado (após Campo do Céu de 37 toneladas). É tão pesado que foi necessário construir o seu suporte de exibição para que os suportes chegassem directamente ao leito rochoso embaixo do museu.

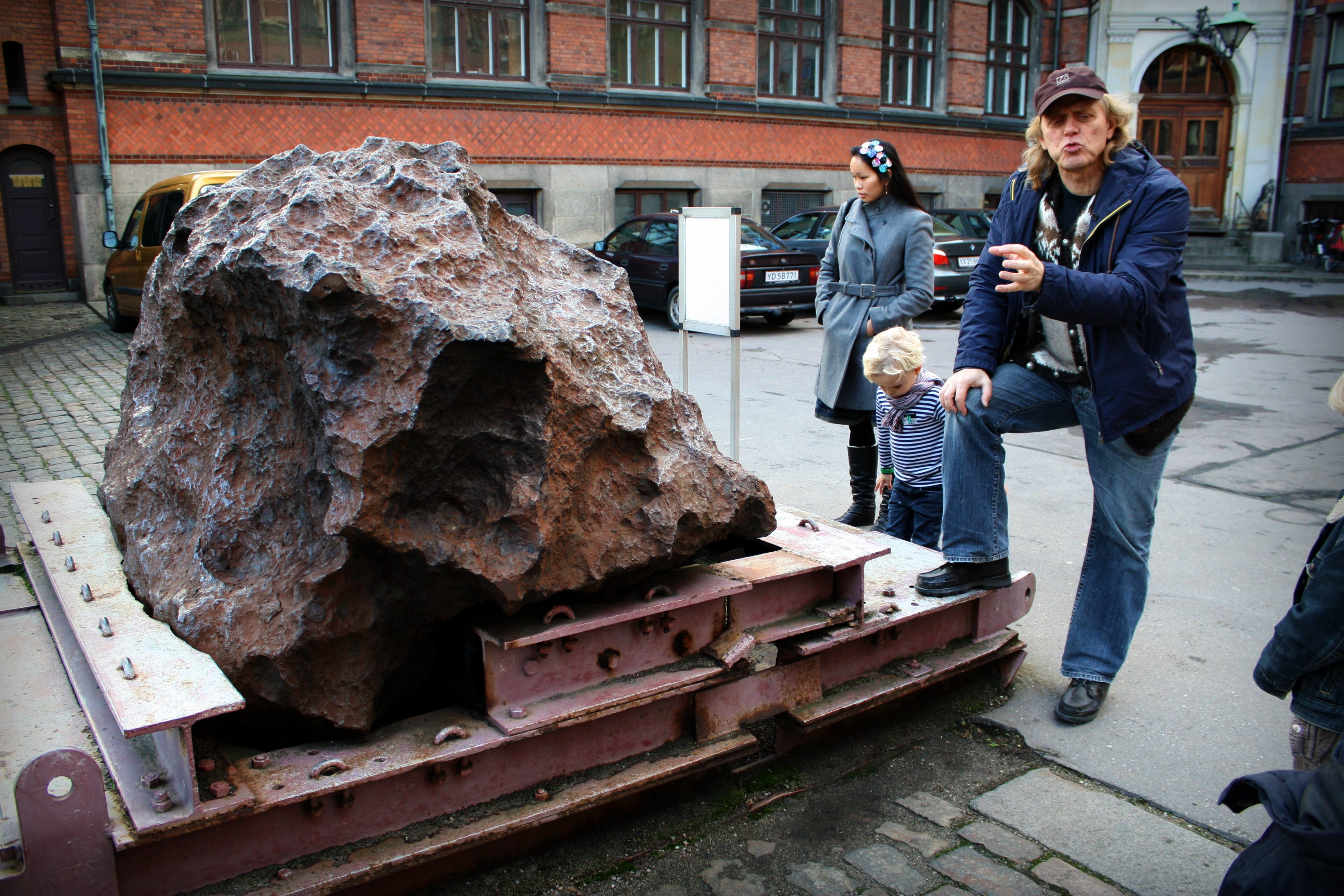
Fragmento Agpalilik

Em 1963, Vagn F. Buchwald descobriu uma quarta peça importante do meteorito de Cape York na península de Agpalilik. O meteorito Agpalilik, também conhecido como «o Homem», pesa ao redor de 20 toneladas métricas (20 toneladas longas, 22 toneladas curtas), e se encontra actualmente em exibição no Museu Geológico da Universidade de Copenhaga, Dinamarca. Também se encontraram outras peças mais pequenas, como as 3 toneladas métricas do meteorito Savik I encontrado em 1911 e o fragmento Tunorput de 250 quilogramas encontrado em 1984.

## Espécimenes
A cada um dos fragmentos mais importantes de Cape York tem o seu próprio nome (listados em ordem de data de descoberta):
Ahnighito (a Loja), 30 900 quilogramas,, 1884-1897, Meteorite Island, 76°04'N - 64°58'W
1. Woman, 3 000 quilogramas,[5] 1897, Saveruluk, 76°09'N - 64°56'W
2. Dog, 400 kilogramos, 1897, Saveruluk, 76°09'N - 64°56'W
3. Savik I, 3 400 quilogramas,[5] 1913, Savequarfik, 76°08'N - 64°36'W
4. Thule, 48,6 quilogramas, verão de 1955, Qaanaaq, 76°32'N - 67°33'W[6]
5. Savik II, 7,8 quilogramas, 1961, Savequarfik, 76°08'N - 64°36'W
6. Agpalilik (o Homem), 20 000 quilogramas, 1963, Agpalilik, 76°09'N - 65°10'W[5]
7. Tunorput, 250 quilogramas, 1984

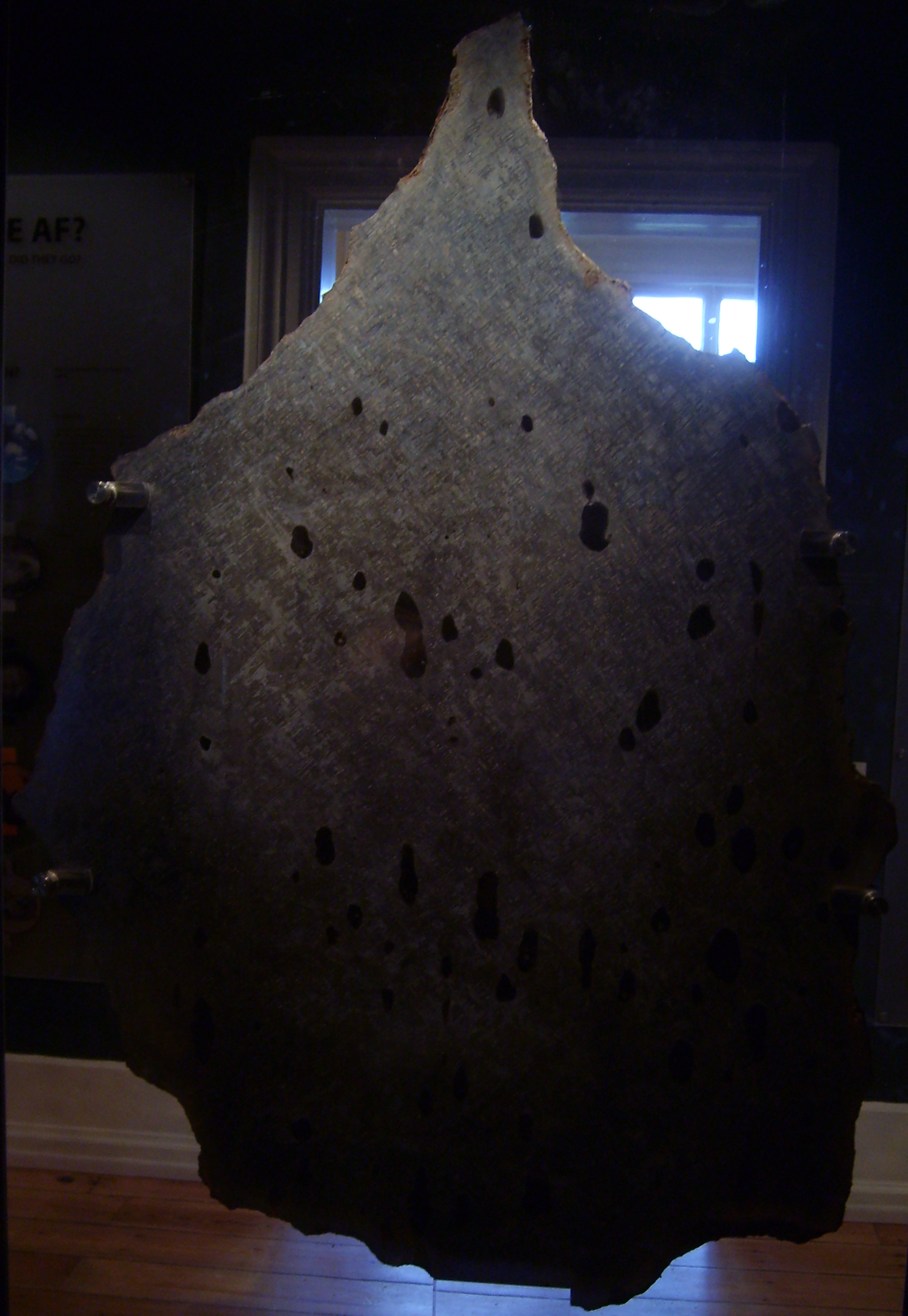
Fatia de Agpalilik no Museu Geológico de Copenhaga
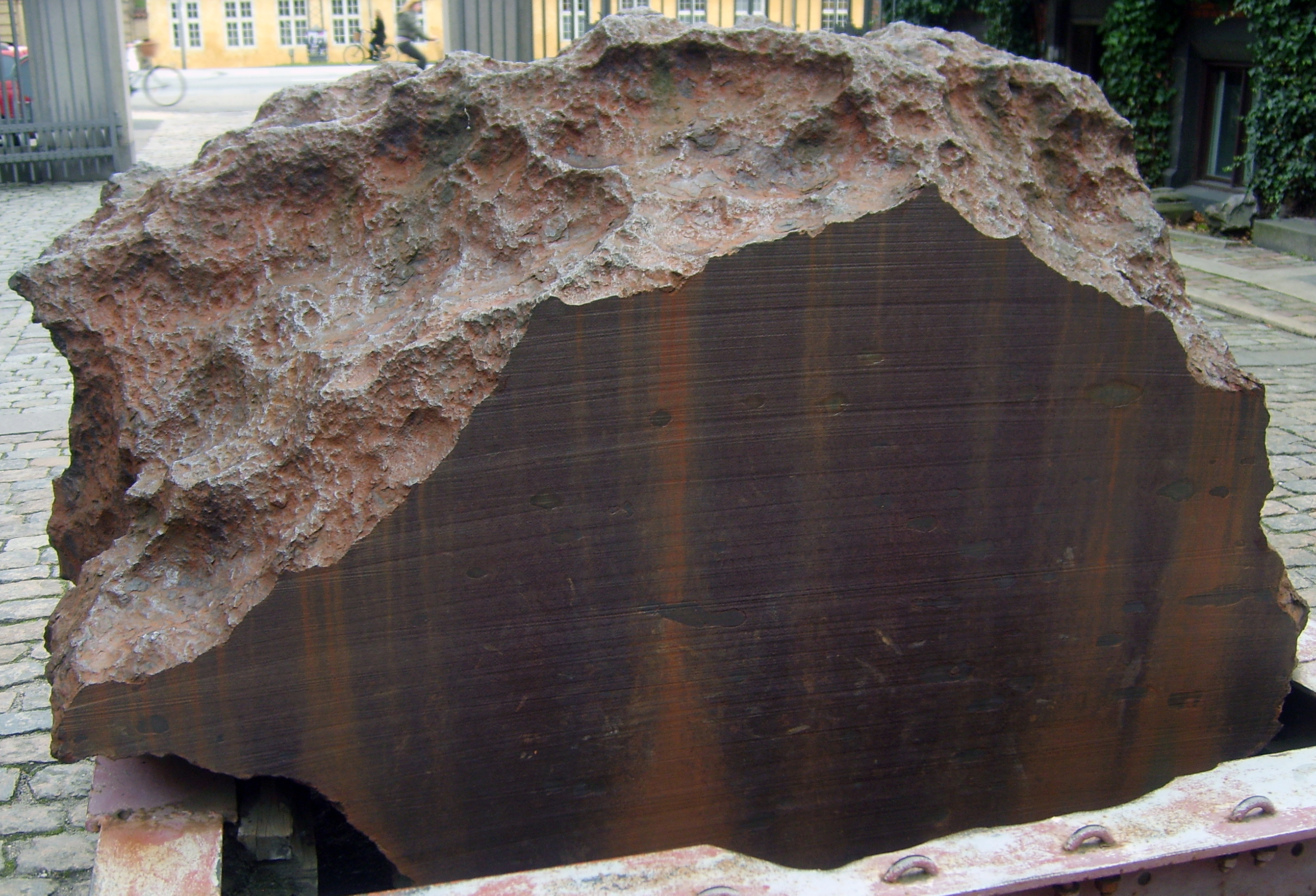
Agpalilik fora do Museu Geológico de Copenhaga

## Composição e classificação

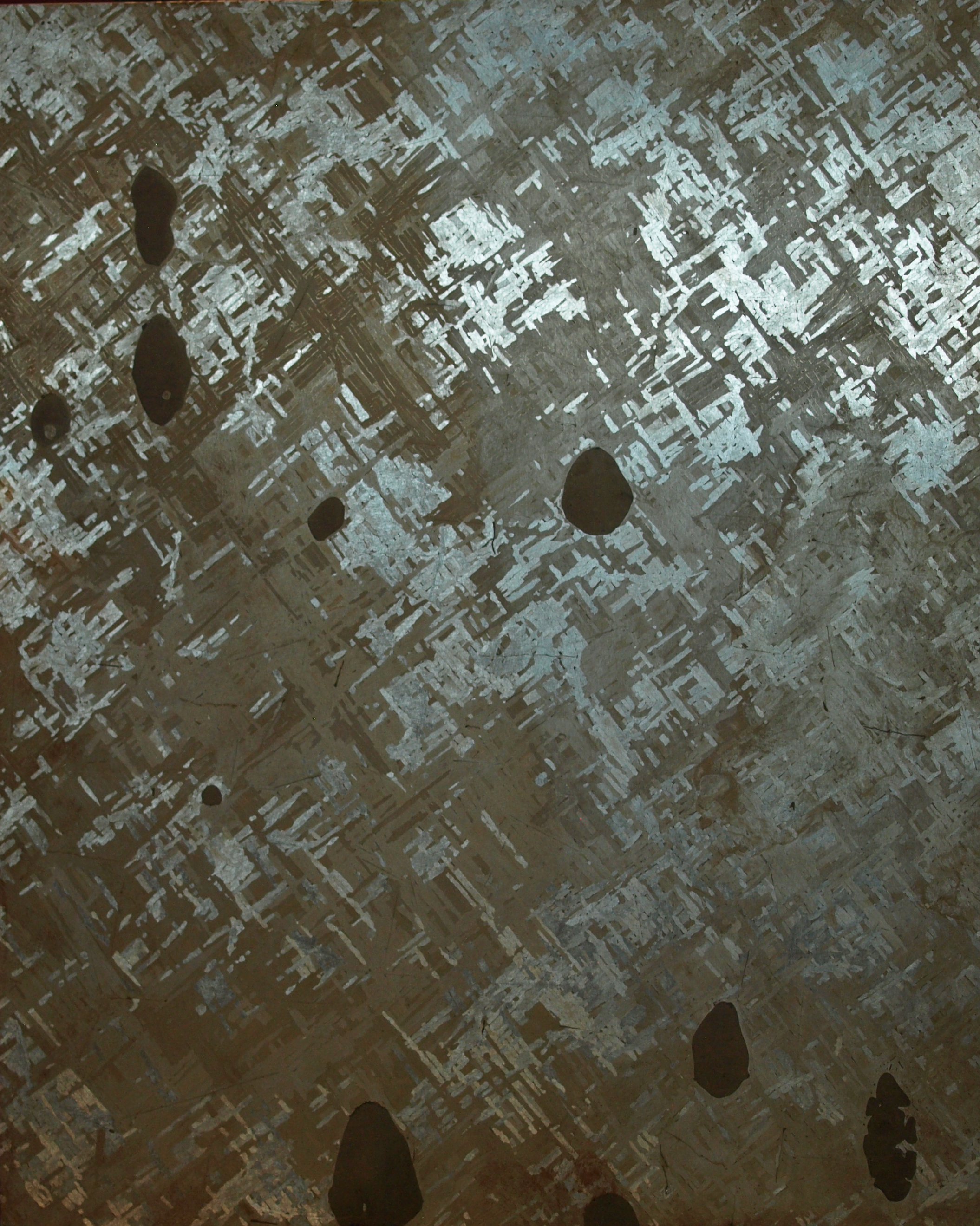
Estrutura de Widmanstätten do Cape York

É um meteorito metálico e pertence ao grupo químico IIIAB. Há abundantes nódulos alongados de troilita. Estes contêm inclusões de cromita, sulfetos, fosfatos, óxidos de silício e cobre. O raro nitreto mineral carlsbergita (CrN) ocorre dentro da matriz da fase de metal. Não se observou grafito e os isótopos de nitrogênio estão em desequilíbrio.